# ازبری (ویرجینیای غربی)
ازبری (به انگلیسی: Asbury) یک منطقهٔ مسکونی در ایالات متحده آمریکا است که در شهرستان گرین‌بریر، ویرجینیای غربی واقع شده‌است. ازبری ۶۴۳٫۱۴ متر بالاتر از سطح دریا واقع شده‌است.